# Cardiocondyla venustula
Cardiocondyla venustula es una especie de hormiga del género Cardiocondyla, tribu Crematogastrini, familia Formicidae. Fue descrita científicamente por Wheeler en 1908.
Se distribuye por Mozambique, Namibia, Sudáfrica, Zimbabue, Barbados, Cuba, República Dominicana, Haití, Honduras, México, Puerto Rico y Estados Unidos. Se ha encontrado a elevaciones de hasta 2000 metros. Habita en bosques húmedos y jardines.